# Episcada clausina
Episcada clausina är en fjärilsart som beskrevs av William Chapman Hewitson 1876. Episcada clausina ingår i släktet Episcada och familjen praktfjärilar. Inga underarter finns listade i Catalogue of Life.

## Bildgalleri

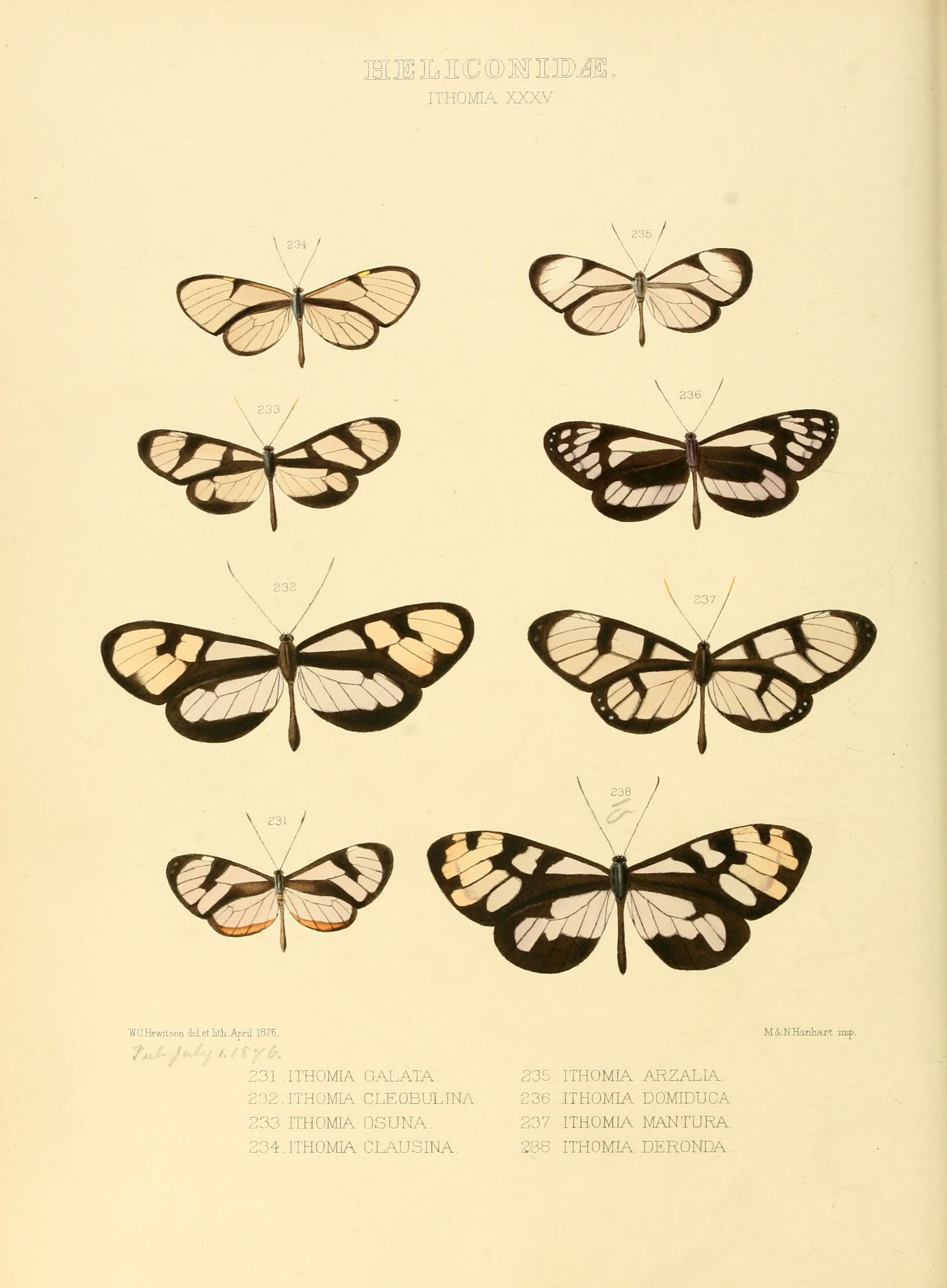